# Simone Pacoret de Saint Bon

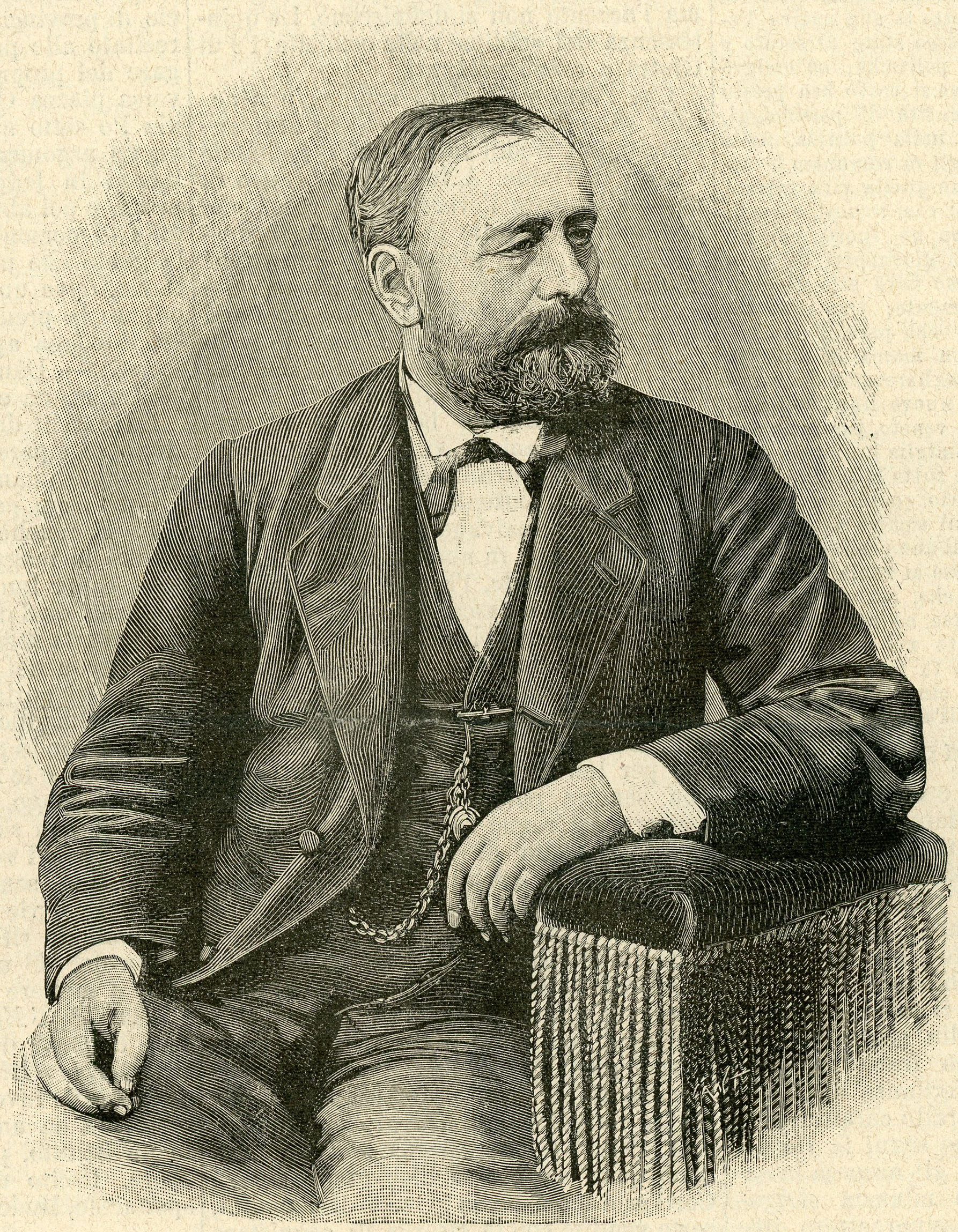
Simone Pacoret de Saint-Bon

Simone Pacoret de Saint Bon (* 20. März 1828 in Chambéry, Savoyen; † 25. November 1892 in Rom) war ein italienischer Admiral und Marineminister.

## Militärische Laufbahn
Mit 14 Jahren trat Pacoret de Saint Bon 1842 als Kadett in die Marine ein.
1866 kämpfte er unter Befehl von Admiral Carlo Pellion di Persano in der Seeschlacht von Lissa und wurde seiner Tapferkeit wegen zum Konteradmiral befördert. Zeit seines Lebens politisch aktiv, erreichte de Saint Bon 1873 den Höhepunkt dieses Teils seiner Karriere mit der Ernennung zum Marineminister.
Als solcher schlug er vor, statt der bisherigen Kriegsschiffe Schlachtschiffe von damals unerhörter Größe zu bauen, und konnte dies kraft seines Amtes auch durchsetzen.
Als die Consorteria, die Partei von Camillo Benso von Cavour 1876 ihre Mehrheit verlor, trat De Saint Bon mit nahezu allen Parteikollegen zurück. Als Mitglied der Opposition war er ein entschiedener Gegner seiner Amtsnachfolger, Benedetto Brin und Ferdinando Acton.
Später wurde Pacoret de Saint Bon zum Vizeadmiral befördert und zum Chef des Marinedepartements in Neapel ernannt. Mit Wirkung vom 15. Februar 1891 wurde de Saint Bon erneut zum Marineminister in der Regierung Di Rudinì ernannt und hatte dieses Amt bis 10. Mai 1892 inne, das er auch in der ersten Regierung Giolitti am 15. Mai 1892 übernahm. Er starb im Alter von 64 Jahren am 25. November desselben Jahres.
Im Januar 1889 wurde De Saint Bon zum Senatore del Regno ernannt.